# Kumquat

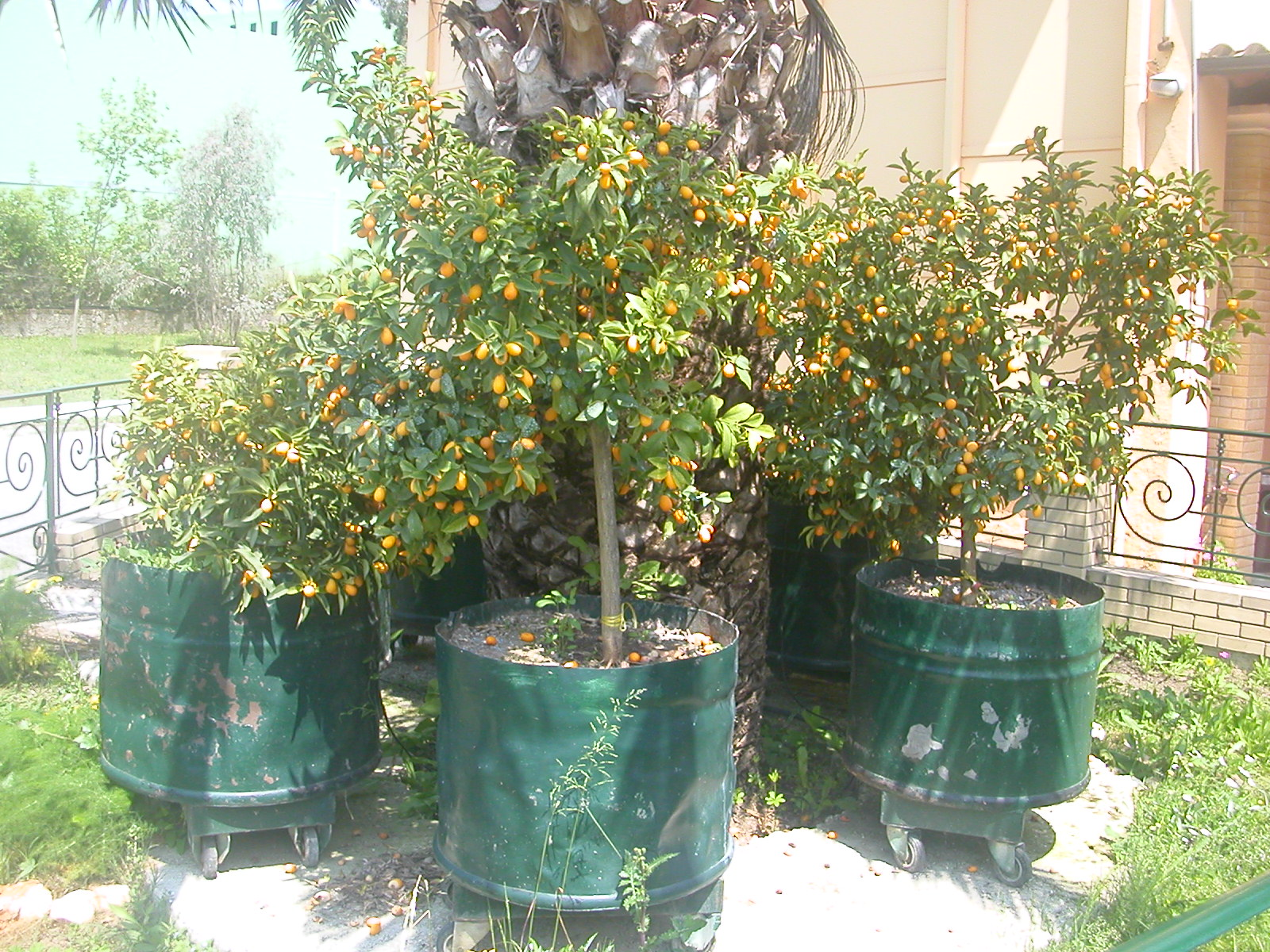
Kumquat

Kumquat este o plantă angiospermă, care are fructe în general portocalii.
Își are originea în sudul Chinei, dar a fost introdusă și în alte părți ale Asiei de Est și Sud-Est, și, începând cu secolul XIX, și în Europa și America.
Fructele sunt asemănătoare ca aspect și gust cu portocalele, dar sunt mult mai mici ca dimensiune, având mărimea unor măsline sau struguri de masă.

## Vezi și
|  | Acest articol despre o plantă este un ciot. Puteți ajuta Wikipedia prin completarea lui. |